# Buenavista (östra Motozintla kommun)
Buenavista är en ort i Mexiko.   Den ligger i kommunen Motozintla och delstaten Chiapas, i den sydöstra delen av landet, 900 km sydost om huvudstaden Mexico City. Buenavista ligger 2 435 meter över havet och antalet invånare är 212.
Terrängen runt Buenavista är bergig åt nordost, men åt sydväst är den kuperad. Runt Buenavista är det ganska tätbefolkat, med 214 invånare per kvadratkilometer. Närmaste större samhälle är Motozintla de Mendoza, 9,5 km norr om Buenavista. I omgivningarna runt Buenavista växer i huvudsak blandskog.